# Tour de Romandie 2019
73. ročník etapového cyklistického závodu Tour de Romandie se konal mezi 30. dubnem a 5. květnem 2019 v Romandii, francouzsky mluvící části Švýcarska. Celkovým vítězem se stal obhájce vítězství Primož Roglič z týmu Jumbo–Visma před druhým Ruiem Costou (UAE Team Emirates) a třetím Geraintem Thomasem (Team Ineos).

## Týmy
Závodu se účastnilo všech 18 UCI WorldTeamů společně s jedním UCI Professional Continental týmem a švýcarským národním týmem. Každý z 20 týmů přijel se 7 jezdci, na start se tedy postavilo 140 jezdců. Do cíle v Ženevě dojelo 112 jezdců.
UCI WorldTeamy
- AG2R La Mondiale
- Astana
- Bahrain–Merida
- Bora–Hansgrohe
- CCC Team
- Deceuninck–Quick-Step
- EF Education First
- Groupama–FDJ
- Lotto–Soudal
- Mitchelton–Scott
- Movistar Team
- Team Dimension Data
- Team Ineos
- Team Jumbo–Visma
- Team Katusha–Alpecin
- Team Sunweb
- Trek–Segafredo
- UAE Team Emirates

UCI Professional Continental týmy
- Wanty Gobert

Národní týmy
- Švýcarsko

## Trasa a etapy
| Etapa         | Datum         | Trasa                         | Vzdálenost    | Typ       | Typ                  | Vítěz               |
| ------------- | ------------- | ----------------------------- | ------------- | --------- | -------------------- | ------------------- |
| P             | 30. dubna     | Neuchâtel                     | 3,87 km       |           | Prolog               | Jan Tratnik (SLO)   |
| 1             | 1. května     | Neuchâtel - La Chaux-de-Fonds | 168,4 km      |           | Kopcovitá etapa      | Primož Roglič (SLO) |
| 2             | 2. května     | Le Locle - Morges             | 174,4 km      |           | Kopcovitá etapa      | Stefan Küng (SUI)   |
| 3             | 3. května     | Romont - Romont               | 160 km        |           | Horská etapa         | David Gaudu (FRA)   |
| 4             | 4. května     | Lucens - Torgon               | 107,6 km      |           | Horská etapa         | Primož Roglič (SLO) |
| 5             | 5. května     | Ženeva - Ženeva               | 16,85 km      |           | Individuální časovka | Primož Roglič (SLO) |
| Celková délka | Celková délka | Celková délka                 | Celková délka | 699,52 km | 699,52 km            | 699,52 km           |

## Průběžné pořadí
| Etapa          | Vítěz          | Celkové pořadí | Bodovací soutěž | Vrchařská soutěž | Soutěž mladých jezdců | Soutěž týmů        |
| -------------- | -------------- | -------------- | --------------- | ---------------- | --------------------- | ------------------ |
| P              | Jan Tratnik    | Jan Tratnik    | Jan Tratnik     | neuděleno        | Benjamin Thomas       | Team Jumbo–Visma   |
| 1              | Primož Roglič  | Primož Roglič  | Primož Roglič   | Simon Pellaud    | David Gaudu           | Movistar Team      |
| 2              | Stefan Küng    | Primož Roglič  | Stefan Küng     | Simon Pellaud    | David Gaudu           | Movistar Team      |
| 3              | David Gaudu    | Primož Roglič  | Primož Roglič   | Simon Pellaud    | David Gaudu           | Movistar Team      |
| 4              | Primož Roglič  | Primož Roglič  | Primož Roglič   | Simon Pellaud    | David Gaudu           | EF Education First |
| 5              | Primož Roglič  | Primož Roglič  | Primož Roglič   | Simon Pellaud    | David Gaudu           | EF Education First |
| Konečné pořadí | Konečné pořadí | Primož Roglič  | Primož Roglič   | Simon Pellaud    | David Gaudu           | EF Education First |

## Konečné pořadí
| Legenda | Legenda                            | Legenda | Legenda                                 |
| ------- | ---------------------------------- | ------- | --------------------------------------- |
|         | Označuje vítěze celkového pořadí.  |         | Označuje vítěze soutěže mladých jezdců. |
|         | Označuje vítěze bodovací soutěže.  |         | Označuje vítěze soutěže týmů.           |
|         | Označuje vítěze vrchařské soutěže. |         |                                         |

### Celkové pořadí
| Pořadí | Jezdec              | Tým                  | Čas         |
| ------ | ------------------- | -------------------- | ----------- |
| 1      | Primož Roglič       | Team Jumbo–Visma     | 15h 25’ 11” |
| 2      | Rui Costa           | UAE Team Emirates    | + 49”       |
| 3      | Geraint Thomas      | Team Ineos           | + 1’ 12”    |
| 4      | Felix Großschartner | Bora–Hansgrohe       | + 1’ 13”    |
| 5      | David Gaudu         | Groupama–FDJ         | + 1’ 17”    |
| 6      | Steven Kruiswijk    | Team Jumbo–Visma     | + 1’ 33”    |
| 7      | Emanuel Buchmann    | Bora–Hansgrohe       | + 1’ 35”    |
| 8      | Ilnur Zakarin       | Team Katusha–Alpecin | + 2’ 00”    |
| 9      | Simon Špilak        | Team Katusha–Alpecin | + 2’ 08”    |
| 10     | Michael Woods       | EF Education First   | + 2’ 18”    |

### Bodovací soutěž
| Pořadí | Jezdec              | Tým                | Body |
| ------ | ------------------- | ------------------ | ---- |
| 1      | Primož Roglič       | Team Jumbo–Visma   | 155  |
| 2      | Rui Costa           | UAE Team Emirates  | 105  |
| 3      | Stefan Küng         | Groupama–FDJ       | 103  |
| 4      | David Gaudu         | Groupama–FDJ       | 97   |
| 5      | Michael Woods       | EF Education First | 55   |
| 6      | Felix Großschartner | Bora–Hansgrohe     | 52   |
| 7      | Claudio Imhof       | Švýcarsko          | 50   |
| 8      | Geraint Thomas      | Team Ineos         | 49   |
| 9      | Emanuel Buchmann    | Bora–Hansgrohe     | 44   |
| 10     | Patrick Bevin       | CCC Team           | 39   |

### Vrchařská soutěž
| Pořadí | Jezdec            | Tým                | Body |
| ------ | ----------------- | ------------------ | ---- |
| 1      | Simon Pellaud     | Švýcarsko          | 51   |
| 2      | Steven Kruiswijk  | Team Jumbo–Visma   | 24   |
| 3      | Diego Rosa        | Team Ineos         | 22   |
| 4      | David Gaudu       | Groupama–FDJ       | 16   |
| 5      | Patrick Schelling | Švýcarsko          | 16   |
| 6      | Geraint Thomas    | Team Ineos         | 14   |
| 7      | Primož Roglič     | Team Jumbo–Visma   | 12   |
| 8      | Stefan Küng       | Groupama–FDJ       | 11   |
| 9      | Alexis Gougeard   | AG2R La Mondiale   | 11   |
| 10     | Hugh Carthy       | EF Education First | 10   |

### Soutěž mladých jezdců
| Pořadí | Jezdec                 | Tým                   | Čas         |
| ------ | ---------------------- | --------------------- | ----------- |
| 1      | David Gaudu            | Groupama–FDJ          | 15h 26’ 28” |
| 2      | James Knox             | Deceuninck–Quick-Step | + 1’ 17”    |
| 3      | Daniel Felipe Martínez | EF Education First    | + 4’ 07”    |
| 4      | Niklas Eg              | Trek–Segafredo        | + 6’ 08”    |
| 5      | Jaime Castrillo        | Movistar Team         | + 13’ 36”   |
| 6      | Jonas Gregaard         | Astana                | + 15’ 31”   |
| 7      | Michael Storer         | Team Sunweb           | + 17’ 50”   |
| 8      | Florian Stork          | Team Sunweb           | + 26’ 00”   |
| 9      | Benjamin Thomas        | Groupama–FDJ          | + 27’ 02”   |
| 10     | Jonas Vingegaard       | Team Jumbo–Visma      | + 27’ 39”   |

### Soutěž týmů
| Pořadí | Tým                | Čas         |
| ------ | ------------------ | ----------- |
| 1      | EF Education First | 46h 23’ 17” |
| 2      | Movistar Team      | + 43”       |
| 3      | CCC Team           | + 4’ 38”    |
| 4      | Groupama–FDJ       | + 6’ 14”    |
| 5      | Team Jumbo–Visma   | + 6’ 52”    |
| 6      | Astana             | + 8’ 13”    |
| 7      | AG2R La Mondiale   | + 8’ 57”    |
| 8      | Trek–Segafredo     | + 10’ 12”   |
| 9      | Team Ineos         | + 11’ 54”   |
| 10     | UAE Team Emirates  | + 12’ 45”   |